# Квитневое (Хмельницкая область)
Квитневое (укр. Квітневе) — село в Белогорском районе Хмельницкой области Украины.
Население по переписи 2001 года составляло 342 человека. Почтовый индекс — 30244. Телефонный код — 3841. Занимает площадь 0,118 км². Код КОАТУУ — 6820384501.

## Местный совет
30244, Хмельницкая обл., Белогорский р-н. с. Квитневое, ул. Садовая, 8